# Acapnolymma
Acapnolymma is een kevergeslacht uit de familie van de boktorren (Cerambycidae). De wetenschappelijke naam van het geslacht werd voor het eerst geldig gepubliceerd in 1970 door Gressitt & Rondon.

## Soorten
Acapnolymma is monotypisch en omvat slechts de volgende soort:
- Acapnolymma sulcaticeps (Pic, 1923)